# Вешковский стан
Вешковский стан — административно-территориальное образование в составе Боровского уезда в XVII—XVIII веках.
Вероятный центр — Георгиевский погост.

## География
Небольшой стан вблизи границ Малоярославецкого уезда.

## Этимология
Неизвестна.

## История
Первое упоминание  территории Вешковского стана в духовной грамоте 1410 года Владимира Андреевича Храброго, под названием Мужсков с мытом Лопским.
По дозору Боровского уезда 1613 года:
- Пустошь Тоидашева на Посюрюшке Скобеева Дмитрия Прокофьевича
- Пустошь Коршунова и Ананская на Мошоньке Хомякова Тихон Ивановича
- Пустошь Слатешева на Истье. Хомякова Тихон Ивановича.
- Пустошь Степановская на Истье. Давыдова Петра Ратманова
- Сельцо Головниково. Давыдовых Петра Ратманова и Василья Ратманова
- Пустошь  Фроловская. Давыдова Петра Ратманова, Зыкова Петра Михайлова
- Пустошь  Окатева Верховского
- Пустошь Бочкова. Верховского
- Пустошь Малышевская Верховского
- Пустошь Вострой конец Верховского
- Пустошь Сабурово (Скуратово) Ивана Микифорова и Верховского Омельяна Шанина
- Пустошь Слоботка (Кнекнинова). Верховского
- Пустошь Полуектова Верховского, Зыкова Петра Михайлова
- ПустошьТакарина Зыкова Петра Михайлова.

## Населенные пункты
- Акатово
- Тайдашево
- Скуратово